# Caudron C.440
Dimensions
Le Caudron C.440 Goéland est un avion bimoteur de transport de passager et d’entraînement, construit par la Société anonyme des avions Caudron.

## Historique
Le II/60 GAEL (Groupement Aérien d'Entraînement et de Liaisons) en était équipé.
Jean Espitalier, un des héros de la conquête de l'air, est mort dans un accident d'avion avec un Caudron Goéland sur le mont Tauch (communes de Padern et Tuchan, Aude), lors d'une tempête de neige le 17 janvier 1945 ; il était accompagné du mécanicien André Teixier et du radio Jean Le Moal, également décédés dans le même accident.
Entre octobre 1939 et janvier 1945 (Seconde Guerre mondiale), ce modèle d'avion a connu 19 accidents.

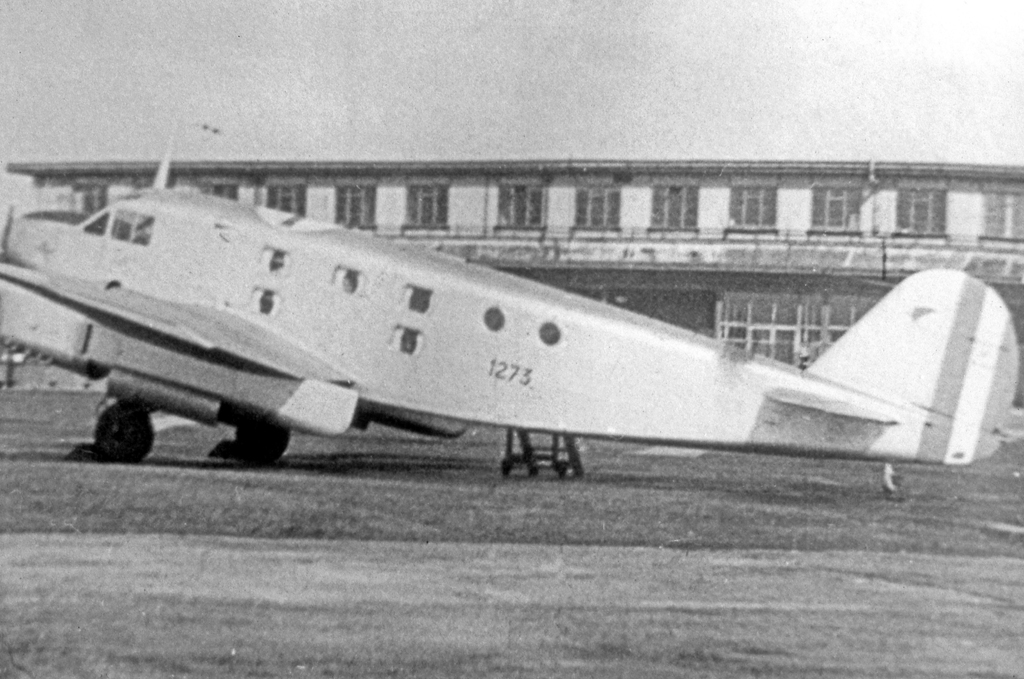
Un avion ambulance C.449 de l'armée de l’air française en 1947.